# تونچی استیپانوویچ
تونچی استیپانوویچ (کرواتی: Tonči Stipanović؛ زادهٔ ۱۳ ژوئن ۱۹۸۶) قایقران قایق بادبانی اهل کرواسی است.